# 南部阳一郎
南部阳一郎（日语：／ Nambu Yōichirō ?，1921年1月18日—2015年7月5日），生於日本東京的日裔美國公民，世界知名粒子物理学家，去世前为芝加哥大学物理系及费米研究所名誉退休教授、大阪大學特別榮譽教授、大阪市立大學名譽教授、立命館亞洲太平洋大學學術顧問。
南部阳一郎是20世紀最偉大的物理學家之一，也是弦理论的創始人之一，普世譽為「物理學的預言家」。他從1960年代起就在粒子物理领域开展了许多超前時代的先驱研究，包括发现亚原子物理学中的自发对称性破缺机制，提出南部-约纳-拉西尼奥模型等。此外，他還提出量子色动力学的色荷規範，亦曾為彼得·希格斯發現希格斯機制提供重要建議。
在超過半世紀的時間裡，南部獲得幾乎所有的物理學界最高榮譽，其中包括2008年诺贝尔物理学奖。

## 早年生活與教育
南部阳一郎1921年1月18日出生于大日本帝國東京府東京市，2歲時因關東大地震而跟隨父親回到福井县福井市。从舊制福井中學（現福井縣立藤島高等學校）毕业后考入舊制第一高等學校。因就讀一高期間受到湯川秀樹在理論物理學方面的啟發，他进入东京帝国大学（1947年起更名为东京大学）理学部物理系学习，于1942年和1952年分别获得学士和博士学位，期間參與了朝永振一郎研究室的研究。1949年，南部阳一郎被朝永推荐至大阪市立大学擔任副教授，次年升为教授，当时年仅29岁。同期共事的還有西島和彥、中野董夫等人，他們日後都曾名列諾貝爾獎候選人。
1952年，南部应邀赴美，到普林斯顿高等研究院进行访问研究。1956年起，任芝加哥大学副教授，1958年升任教授。1974年至1977年間兼任芝大物理系主任。此外，他也在1970年取得美國國籍。

## 職業生涯

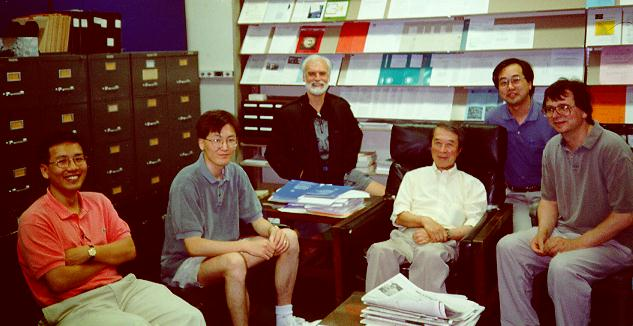
南部教授（右三）與他的助手們，攝於1996年

南部陽一郎提出量子色动力学中的強交互作用色荷規範，開創了粒子物理學中的自发对称性破缺机制的早期研究，並發現雙共振模型可以解釋弦的量子力學理論。
在弦理論的創始人裡，南部尤具代表性。弦理论中的南部-后藤作用以南部阳一郎和后藤铁男的名字命名。在粒子物理和凝聚态物理中，满足自发对称性破缺模型的玻色子也被称为南部-戈德斯通玻色子，這也成為希格斯機制的起源。
南部膺得了芝加哥大學物理系及該校费米研究所的Henry Pratt Judson Distinguished Service名譽教授，是對他超過五十年的教授生涯的至高肯定。

## 主要榮譽
南部教授獲獎無數。1970年，他獲得日本人首座丹尼·海涅曼數學物理獎。1986年，因对自发对称性破缺的研究，他获得了国际理论物理中心颁发的狄拉克奖章。1994年，美国物理学会将当年樱井奖授予南部阳一郎，以表彰其对场论和粒子物理的贡献。由於他将超导理论中的自发对称性破缺引入到粒子物理中，开创了基本粒子物理的多个重要思想，因此与俄罗斯物理学家维塔利·金兹堡一起被授予1994/1995年沃爾夫物理學獎（日本人首個）。2005年，因為對基本粒子物理学标准模型的贡献，他获得富兰克林奖章（日本人第2個）。2008年10月7日，因发现亚原子物理学中的自发对称性破缺机制，被瑞典皇家科学院授予当年度的诺贝尔物理学奖，亦成為首位美國籍的日裔諾貝爾獎得主及日本第3位諾貝爾獎暨沃爾夫獎雙料得主。
此外，南部阳一郎还曾获得J·罗伯特·奥本海默纪念奖、美国国家科学奖章（1982年）、马克斯·普朗克奖章（1985年）和日本文化勋章（1978年）。

### 同行評價
超對稱創始人之一布魯諾·朱米諾曾評價道：「他總是比我們超前10年，所以我曾試圖理解他的工作，以便能對一個10年之後將會興盛的新領域有所貢獻。可是，與我的期望相反，我費了10年的工夫才理解他的工作。」
2008年諾貝爾物理學獎得主之一、京都大學名譽教授益川敏英曾表示：「南部先生是日本最偉大的物理學家，我認為，他甚至在湯川秀樹、朝永振一郎之上。」「日本的諾貝爾獎物理學家都是常人，我對他們很熟，真可說是『天才』的只有南部陽一郎。」

## 晚年與逝世
2010年11月12日，南部教授特別出席普渡大學教授根岸英一的諾貝爾化學獎慶祝會。兩人同為定居美國中西部的日裔諾貝爾獎得主，也都是東京大學校友。不久後，南部返回日本大阪定居，兼領數個名譽教職。
2015年7月5日，南部因急性心肌梗塞在日本大阪逝世，时年94岁。但死訊直到7月17日才被大阪大學公開。